# L'onorevole scolaro
L'onorevole scolaro (The honourable schoolboy) è un romanzo di spionaggio del 1977 di John le Carré.

## Trama
George Smiley, dopo aver smascherato Bill Haydon, la Talpa inserita dai sovietici, è a capo del Circus il servizio segreto britannico. Decide di formare una squadra che riesamini tutti i casi che Haydon aveva contribuito ad archiviare. Viene individuata un'indagine su fondi sovietici versati a una società di Vientiane. Smiley incarica delle indagini Jerry Westerby, un agente con la copertura di giornalista che riesce a scoprire la destinazione dei fondi: un conto a Hong Kong intestato a un ricco imprenditore cinese, Drake Ko che ha per amante Liese Worth, una giovane avventuriera inglese. Le successive indagini portano a scoprire che Drake ha un fratello, Nelson, rimasto in Cina dove ha raggiunto una posizione importante nel Partito Comunista e che i soldi versati dai Sovietici servono a far uscire Nelson dalla Cina per poterlo poi usare come informatore. Smiley fa un patto con la CIA che si è inserita nella vicenda, spalleggiata da settori politici inglesi che vedono con favore un allineamento con gli USA. Tale patto prevede che gli statunitensi forniscano appoggio ma che le operazioni siano sempre condotte dal Circus. Smiley sviluppa un piano che prevede l'inserimento nell'operazione di espatrio di Nelson organizzata dai sovietici e il rapimento del cinese. Il piano si sviluppa con successo ma viene messo in pericolo nella fase finale da Jerry Westerby che si è innamorato della Worth e che vuole fare un patto con Drake. L'intervento delle forze statunitensi permette di portare a termine l'operazione che però sfugge di mano a Smiley che viene anche sostituito a capo del Circus da Saul Enderby più allineato all'alleanza operativa con la CIA.

## Personaggi
- George Smiley;
- Jerry Westerby, Giornalista e agente del Circus
- Oliver Lacon, Capo di Gabinetto, politico che interfaccia il Ministro degli esteri con il Circus;
- Peter Guillam, braccio destro di Smiley
- Connie Sachs, moscologa del Circus
- Doc di Salis, sinologo del Circus
- Fawn, Agente operativo del Circus

- Karla, il nome in codice del dirigente del KGB;

- Drake Ko, uomo di affari cinese a Hong Kong
- Tiu, braccio destro di Drake Ko
- Nelson Ko, fratello di Drake, alto funzionario del Partito Comunista Cinese

- Ricardo Mini, pilota d’aereo
- Charlie Marshall, pilota e collega di Ricardo
- Elizabeth Worthington alias Liese Worth, amante di Ricardo Mini

## Edizioni
- traduttore Attilio Veraldi, L'onorevole scolaro, Rizzoli, 1978,  p. 552.
- traduttore Attilio Veraldi, L'onorevole scolaro, Euroclub Italia, 1978,  p. 551, ISBN 9788817113311.
- traduttore Attilio Veraldi, L'onorevole scolaro, Superbur, Milano, Rizzoli, 1988,  p. 640.
- traduttore Attilio Veraldi, L'onorevole scolaro, Oscar, Milano, Mondadori, 2001,  p. 561, ISBN 9788804491071.

## Premi
Il romanzo ha vinto nel 1977 il Gold Dagger della Crime Writers’ Association britannica.